# Vi Đà hộ pháp
Vi Đà hộ pháp hay còn gọi là Vi Đà Tôn Thiên (chữ Phạn: Skanda/Thất Kiện Đà; chữ Hán: 韋馱; chữ Nhật: 韋駄天/Idaten) là một vị Hộ pháp (và cũng là Bồ tát) trong Phật giáo Đại Thừa được coi là người hộ pháp của các Chùa chiền, tu viện Phật giáo, người bảo vệ các giáo lý của Phật giáo (pháp). Vi Đà nguyên là thiên thần Thất Kiện Đà của đạo Bà La Môn, là vị chiến thần, có sáu đầu mười hai tay, tay cầm cung tên, cưỡi trên lưng khổng tước, Phật giáo Đại thừa hấp thu vị thần này và biến thành vị hộ pháp chốn Già lam, là con trai của thần Hộ pháp Phật giáo Đại Tự Tại Thiên, sau đó trở thành thần Hộ pháp của Phật giáo, trong hàng ngũ những vị thiên thần Hộ pháp thì Vi Đà nổi danh bởi tài năng phi nhanh như bay. 
Trong các ngôi chùa ở Trung Quốc, Việt Nam thường bài trí tượng Vi Đà với nét mặt hiền hòa, dung mạo tuyệt mỹ, mặc trang phục võ tướng, tay chống thanh kiếm, đối diện với tượng Phật trong điện thờ chính hoặc ngoài cùng bên phải của điện thờ chính, trong khi bên trái là tượng Tiêu Diện Đại Sĩ (ông Tiêu), ở một số chùa chiền khác thì bài trí Vi Đà đứng chung với Sangharama (Già lam hộ pháp) là vị hộ pháp được nhân cách hóa từ Quan Vũ (Quan Thánh Đế quân). Theo truyền thuyết, thì Vi Đà là con trai của một vị vua nhân đức và tin lời dạy của Đức Phật. Khi Đức Phật nhập niết bàn, Đức Phật đã lệnh cho Vi Đà canh giữ Chánh pháp chống lại Mara (quỷ La Sát). Vi Đà được cho là có thể xua đuổi tà ma, bảo hộ Phật pháp, gánh vác trọng trách bảo vệ linh tháp (stupa) của Phật Tổ (chứa xá lợi Phật). Kể từ đó hình tượng Vi Đà được song hành cùng linh tháp chứa Xá lợi, mang ý nghĩa bảo vệ cho Phật pháp.